# روبرت لانغ (ممثل)
روبرت لانغ (بالإنجليزية: Robert Lang)‏ هو ممثل بريطاني، ولد في 24 سبتمبر 1934 في المملكة المتحدة، وتوفي بنفس المكان في 6 نوفمبر 2004 بسبب سرطان.

## وصلات خارجية
- روبرت لانغ على موقع IMDb (الإنجليزية)
- روبرت لانغ على موقع ميوزك برينز (الإنجليزية)
- روبرت لانغ على موقع ديسكوغز (الإنجليزية)
- روبرت لانغ على موقع قاعدة بيانات الفيلم (الإنجليزية)